# Diocesi di Nisa di Licia
La diocesi di Nisa di Licia (in latino Dioecesis Nisena in Lycia) è una sede soppressa del patriarcato di Costantinopoli e una sede titolare della Chiesa cattolica.

## Storia
Nisa di Licia, identificabile con le rovine nei pressi di Sütlğen, villaggio del distretto di Kaş, nell'odierna Turchia, è un'antica sede episcopale della provincia romana di Licia nella diocesi civile di Asia. Faceva parte del patriarcato di Costantinopoli ed era suffraganea dell'arcidiocesi di Mira.
La diocesi è documentata nelle Notitiae Episcopatuum del patriarcato fino al XII secolo.
Unico vescovo attribuibile con certezza a questa antica diocesi è Giorgio, che partecipò al secondo concilio di Nicea nel 787. Al concilio di Costantinopoli dell'869-870 prese parte il vescovo Nicola di Nisa (episkopos Nyssa); non essendo specificata la provincia di appartenenza, Nicola potrebbe anche essere vescovo di Nisa di Asia.
Dal XIX secolo Nisa di Licia è annoverata tra le sedi vescovili titolari della Chiesa cattolica; dal 16 luglio 2022 il vescovo titolare è Eloy Ricardo Domínguez Martínez, vescovo ausiliare di San Cristóbal de la Habana.

## Cronotassi

### Vescovi greci
- Giorgio † (menzionato nel 787)
- Nicola ? † (menzionato nell'869-870)

### Vescovi titolari
- Thomas Henry McLaughlin † (18 maggio 1935 - 16 dicembre 1937 nominato vescovo di Paterson)
- Francis Joseph Tief † (11 giugno 1938 - 22 settembre 1965 deceduto)
- Ljubomyr Huzar, M.S.U. † (22 febbraio 1996 - 26 gennaio 2001 confermato arcivescovo maggiore di Leopoli degli Ucraini)
- Ihor Voz'njak, C.SS.R. (11 gennaio 2002 - 10 novembre 2005 nominato arcivescovo di Leopoli degli Ucraini)
- Guido Iván Minda Chalá (4 novembre 2009 - 2 febbraio 2022 nominato vescovo di Santa Elena)
- Eloy Ricardo Domínguez Martínez, dal 16 luglio 2022